# Tonatiuh

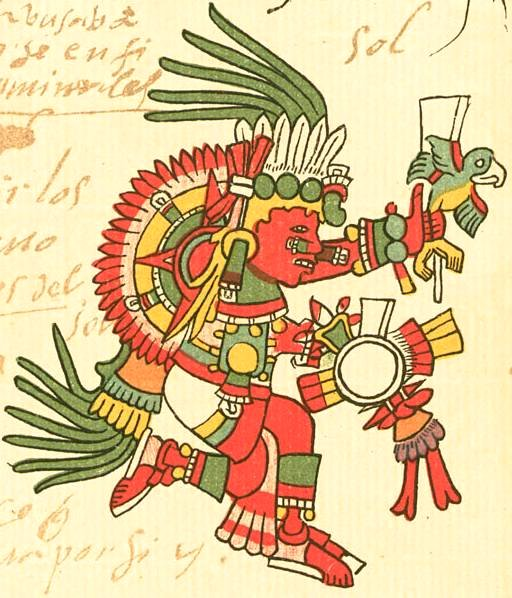
Tonatiuh in het manuscript Codex Telleriano-Remensis

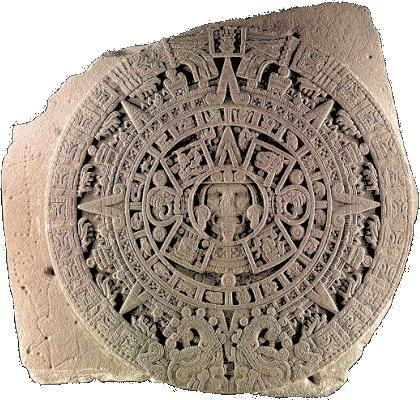
Azteekse zonnesteen

Tonatiuh (uitspraak: Tonatiw) in (Nahuatl: Ollin Tonatiuh "Beweging van de Zon") is de zonnegod uit de Azteekse mythologie.
Volgens de Azteken regeerde hij in de hemel, Tollan. Hij is de vijfde zon, de Azteken geloofden dat hij de zon was die het overnam toen de vierde zon werd verbannen uit de hemel. Volgens hun kosmologie was elke zon een god met zijn eigen kosmische tijdperk. Volgens de Azteken zaten zij nog steeds in het tijdperk-Tonatiuh. 
Volgens de Azteekse mythologie had Tonatiuh continu mensenoffers nodig, anders zou hij weigeren langs de hemel te bewegen. Klassieke schattingen gaan ervan uit dat er jaarlijks 20.000 mensen aan Tonatiuh geofferd werden, maar tegenwoordig gaan historici uit van een aantal dat rond de 1000 ligt. Men gaat er namelijk van uit dat dit getal erg overdreven is door de Azteken die hun vijanden schrik wilden aanjagen of de Spanjaarden die de Azteken belachelijk wilden maken. 

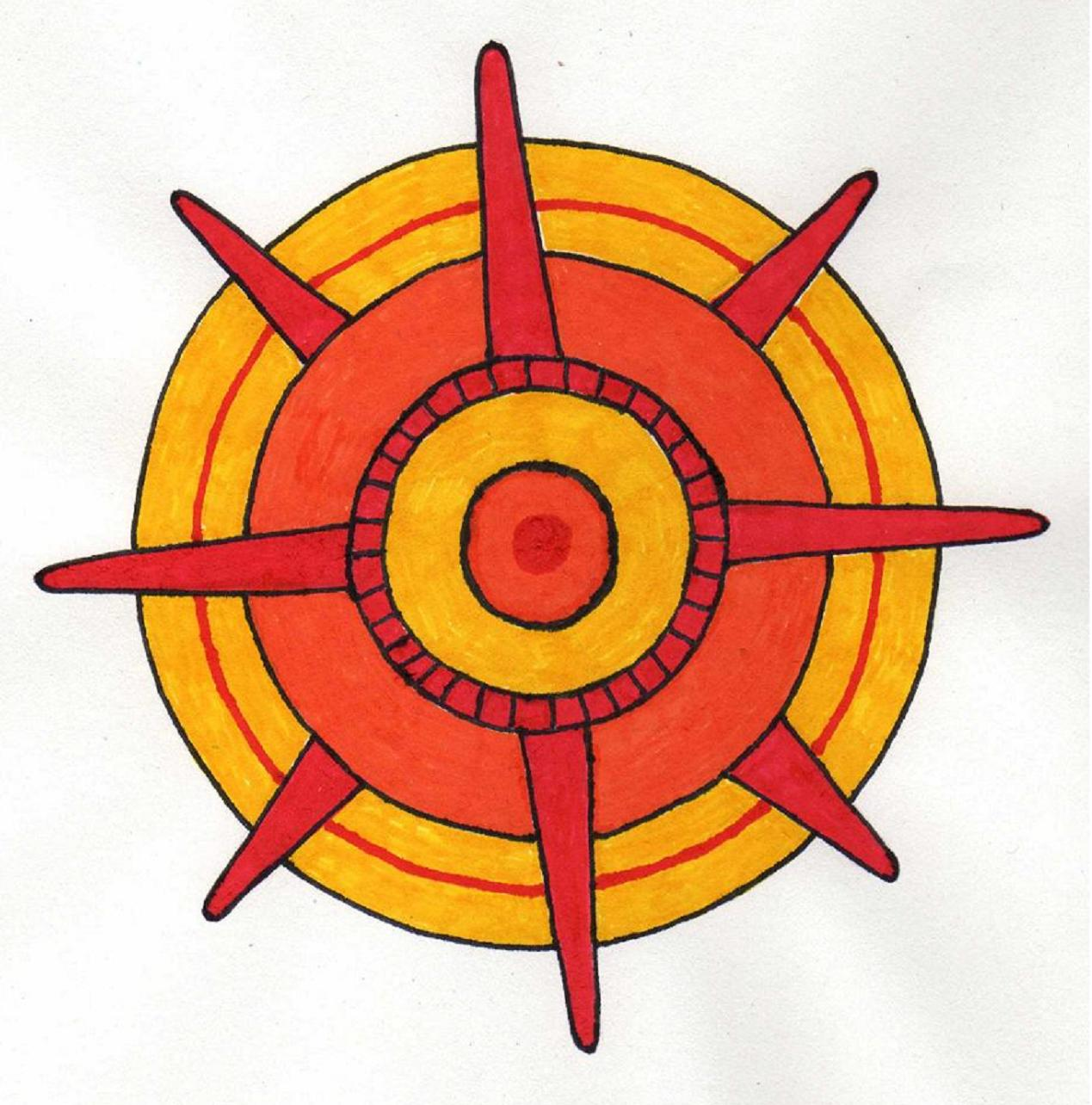
Tonatiuh zonnesymbool

De Azteken waren gefascineerd door de zon en observeerden die zorgvuldig, zij hadden dan ook een zonnekalender die bijna net zo accuraat was als die van de Maya. Veel van de overgebeleven Azteekse monumenten die vandaag de dag nog te zien zijn staan op een lijn met de zon. 
In de Azteekse kalender is Tonatiuh de heer van de dertien dagen (Trecena) van 1 Dood tot 13 Vuursteen. De voorafgaande dagen worden geregeerd door Chalchiuhtlicue en de 13 dagen na hem door Tlaloc
Zijn tegenstander was de 'nachtzon' Yohualtecuhtli, die geïdentificeerd werd met de planeet Venus. Tonatiuh staat afgebeeld in het midden van de Azteekse kalender. 
Deze afbeelding is overgenomen op onder andere de munt van tien Mexicaanse peso.